# صاحبقران
صاحبقران عنوان منظومه‌ای حاوی حماسه‌های دینی در شرح رشادت‌های حمزه عموی پیامبر اسلام است.
این منظومه در دوران دودمان صفویان و در سال ۱۰۷۳ هجری قمری  تدوین شده‌است اما نام نویسنده آن روشن نیست. این اثر در ۶۲ بخش تدوین  در بحر متقارب و به تقلید از شیوه‌ی فردوسی  به نظم درآمده‌است.

## معنا و کاربرد صاحبقران
عنوان صاحبقران معمولاً به حاکمی ‌داده می‌شد که مدت حکومتش از سی سال، تجاوز می‌کرد. با این حال، این لقب برای حکامی ‌ نیز به ‌کار رفته است که چنان ویژگی‌هایی نداشته‌اند. صاحبقران، تا قرن هشتم و نهم، لقبی بوده که بیش‌تر بر قدرت و عظمت یک حاکم، دلالت می‌کرده است. این واژه پیش از عصر تیموری بیش‌تر معنای وصفی داشته و به جای اسم خاص ‌یا لقب رسمی ‌به کار می‌رفته است.